# بيتر دراموند
بيتر دراموند (بالإنجليزية: Peter Drummond)‏ هو سياسي أسترالي، ولد في 21 أغسطس 1931 بواجا واجا في أستراليا، وتوفي في 10 ديسمبر 2013 في نفس البلد. حزبياً، نشط في الحزب الليبرالي الأسترالي. وقد انتخب عضو مجلس النواب الأسترالي عن دائرة Division of Forrest ‏ (2 ديسمبر 1972 – 5 يونيو 1987).